# Человек не сдаётся
«Человек не сдаётся» — советский чёрно-белый художественный фильм, поставленный на киностудии «Беларусьфильм» в 1960 году режиссёром Иосифом Шульманом.
Премьера фильма в СССР состоялась 2 мая 1961 года.

## Сюжет
Мы расскажем вам невыдуманную историю, которая произошла в первые дни Великой Отечественной войны.
Возможно отдельные герои этих событий узнают себя на экране, а некоторых… узнают только их родные и близкие…

## В ролях
- Валентин Буров — младший политрук Пётр Маринин (роль озвучил — Александр Суснин)
- Лариса Лужина — Люба
- Георгий Жжёнов — Маслюков
- Валериан Виноградов — военврач Виктор Степанович Савченко
- Алексей Коротюков — Григорий Лобов
- Николай Бармин — полковник Рябов, комдив
- Анатолий Соловьёв — Стогов
- Ростислав Шмырёв — Иван Морозов
- Фашистские диверсанты:
  - Виктор Чекмарёв — «полковник Орехов»
  - Геннадий Некрасов — «майор Назаров»
  - Роман Филиппов — Пауль

## В эпизодах
- О. Сокольщук
- Павел Пекур
- Степан Хацкевич
- Саша Окулич — Федька
- Степан Бирилло — немецкий полковник
- Мария Зинкевич — Ганна
- Борис Магалиф[бел.]
- Владимир Светлов
- Александр Карпенко
- Абесалом Майсурадзе
- О. Кутузов
- Д. Кузьмин
- В съёмках фильма принимали участие войска Белорусского военного округа

## Съёмочная группа
- Автор сценария — Иван Стаднюк
- Режиссёр-постановщик — Иосиф Шульман
- Оператор — Владимир Окулич
- Художник-постановщик — Евгений Ганкин
- Режиссёры — Ю. Рыбчёнок, Н. Савва
- Композитор — Дмитрий Лукас
- Звукооператор — Николай Веденеев
- Монтажёр — M. Стальмакова
- Художник по костюмам — А. Лозицкий
- Ассистент оператора — С. Петровский
- Грим — Григория Храпуцкого
- Редактор фильма — А. Кулешов
- Военные консультанты — генерал-майор А. Чумакин, полковник С. Пахомов
- Оркестр Управления по производству фильмов
  - Дирижёр — Владимир Васильев
- Директор картины — С. Рабинов